# Tercer ojo (misticismo)

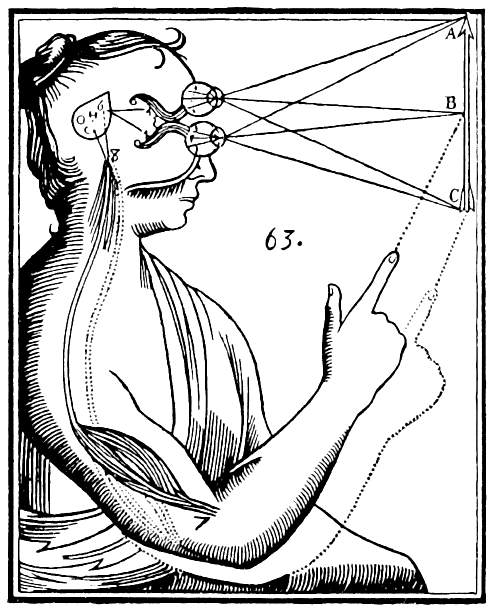
Diseño gráfico de René Descartes explicando la función de la glándula pineal

El tercer ojo (también conocido como ojo interno) es un concepto místico y esotérico que hace referencia a un ojo invisible o vórtice energético y sexual  que proporcionaría una percepción más allá de lo que se podría percibir con la vista ordinaria.
En ciertas tradiciones espirituales dhármicas como el hinduismo, el tercer ojo guardaría una correlación con el ajna, o el chakra ubicado en el entrecejo. En teosofía el concepto del tercer ojo está relacionado con la llamada glándula pineal. El tercer ojo también designa la entrada que conduciría a reinos interiores y a unos estados de consciencia superiores. En la espiritualidad de la nueva era, el tercer ojo simboliza frecuentemente un estado de iluminación o la evocación de imágenes mentales que tendrían un significado psicológico y espiritual personal muy profundo. El tercer ojo suele estar asociado a menudo con visiones religiosas, la clarividencia, la percepción extrasensorial, así como la capacidad de observar los chakras y el aura humana, la precognición y llegar a experimentar experiencias extracorpóreas. Las personas que aducen poseer la capacidad de utilizar sus terceros ojos se les denomina normalmente videntes o adivinos.
En algunas tradiciones, como el hinduismo, se dice que el tercer ojo está ubicado alrededor de la mitad de la zona de la frente, ligeramente por encima de la unión de las cejas. En otras tradiciones, como en teosofía, se cree que tiene alguna conexión con la glándula pineal o con la glándula pituitaria. Según esta teoría, los seres humanos poseían en tiempos antiguos un tercer ojo real en la parte posterior de la cabeza con funcionalidad física y espiritual. Con el tiempo, ya que los seres humanos fueron evolucionando, este ojo atrofiado y hundido es lo que se conoce a día de hoy como glándula pineal. El doctor Rick Strassman ha teorizado en relación con la glándula pineal, que esta causaría una sensibilidad a la luz, que es la responsable de la producción y liberación de DMT (dimetiltriptamina), un enteógeno alcaloide que podría ser excretado en grandes cantidades durante el momento del nacimiento y fallecimiento.

## En religión

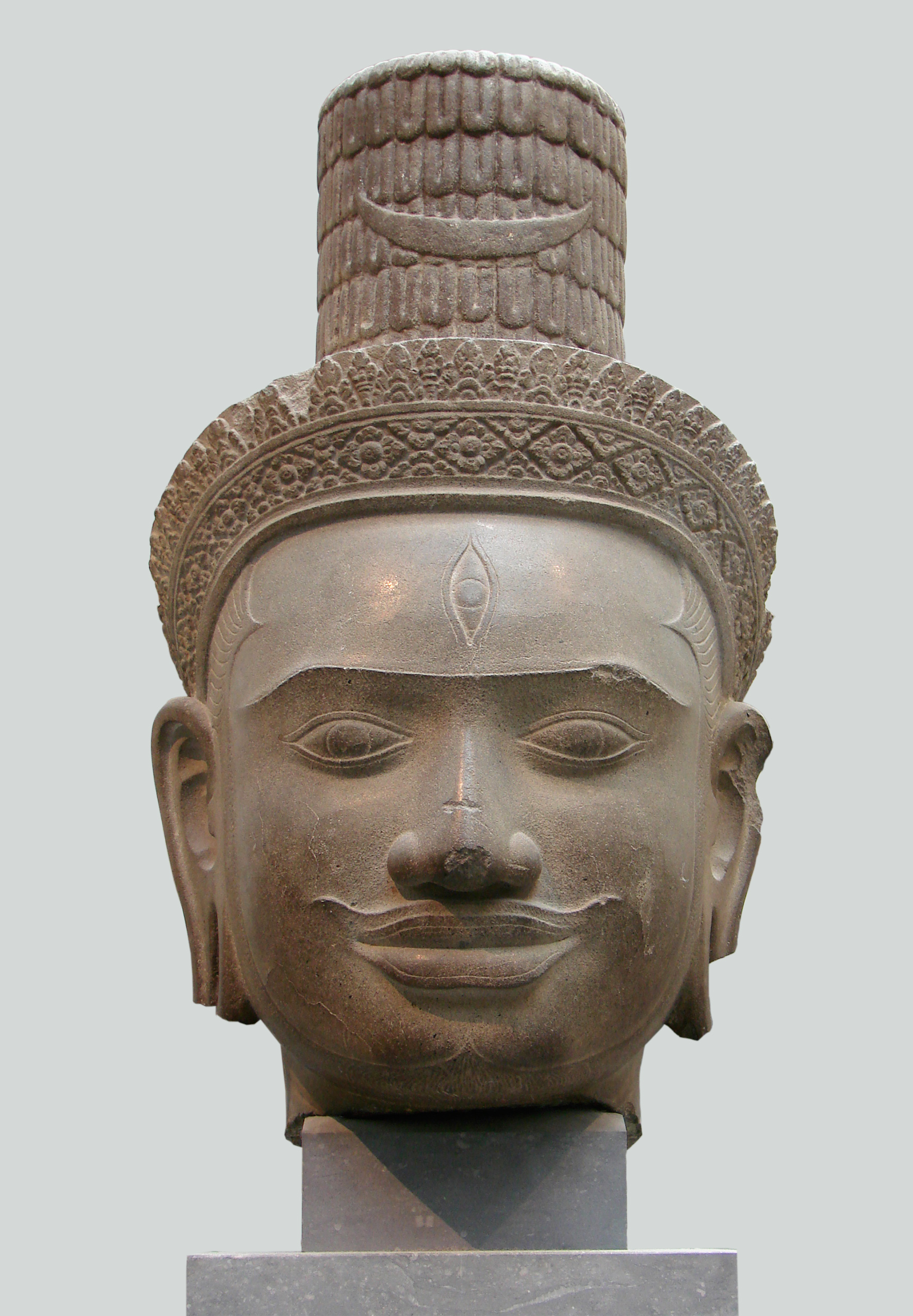
El tercer ojo en la frente de una estatua de Shiva en Camboya

En la tradición hindú el tercer ojo está vinculado con el ajna o el chakra situado en la frente.
En el Taoísmo y en muchas religiones tradicionales Chinas como el Chan (emparentada con las escuelas Zen), la "práctica del tercer ojo" consiste en centrar la atención en el punto entre las cejas con los ojos cerrados, mientras el cuerpo se halla en varias posturas de qigong. El objetivo de esta técnica es permitir a los estudiantes que sintonicen con la correcta "vibración" del universo y así obtener una base sólida para poder llegar a niveles más avanzados de meditación. El Taoísmo enseña que el tercer ojo, llamado también el "ojo de la mente", está situado entre los dos ojos físicos y se extendería hasta el centro de la frente cuando se abre. Así mismo, el Taoísmo sostiene que el tercer ojo es uno de los principales centros de energía del cuerpo situado en el sexto chakra, formando parte del meridiano principal de la línea que separa los hemisferios derecho e izquierdo del cuerpo. En las tradiciones alquímicas taoístas, el tercer ojo es la parte frontal del "Upper Dan Tien" (campo cinnebar superior) y se le da el nombre evocador de "bola de barro".
De acuerdo con las enseñanzas cristianas del Padre Richard Rohr, el concepto del tercer ojo es una metáfora para el pensamiento no dualista; o la manera en la que los místicos ven. En el propio concepto de Richard Rohr, los místicos emplearían el primer ojo (para la información sensorial tal como la vista) y el segundo ojo (como el ojo de la razón, la meditación y la reflexión), "pero ellos saben que no deben confundir el pensamiento con lo profundo o la mera información verídica con la transformación de la conciencia misma. La observación mística se basa en el primero de los dos ojos, y no obstante, podría ir más allá". Richard Rohr se refiere a este nivel de conciencia como "tener la mente de Cristo".
De acuerdo a las enseñanzas neo-gnósticas de Samael Aun Weor, se hacen varias veces referencias simbólicas y funcionales al tercer ojo en el Apocalipsis 3:7-13, una obra que, en su conjunto; se cree que describe la energía Kundalini y su desplazamiento interno por la columna vertebral desde el primer chakra hasta pasar por todo el conjunto de los siete chakras. Esta interpretación equivale al tercer ojo con la sexta de las siete iglesias de Asia que se detallan en el texto del Apocalipsis de San Juan, la Iglesia de Filadelfia.
Los adherentes a la Teosofia, como Helena Blavatsky han sugerido que el tercer ojo es en realidad la parcialmente inactiva glándula pineal, que se encuentra entre los dos hemisferios del cerebro. Varios tipos de vertebrados, como los reptiles y los anfibios, pueden percibir la luz a través de un tercer ojo parietal (una estructura asociada con la glándula pineal) que sirve para regular sus ritmos circadianos y por ende, para la orientación, ya que puede detectar la polarización de la luz. C.W. Leadbeater asegura que mediante la extensión de un "tubo etérico" desde el tercer ojo, es posible desarrollar visión telescópica y microscópica.
En el budismo, en sus diferentes versiones existen técnicas y prácticas que implican el desarrollo de esa capacidad, aunque el objetivo final es comprender la realidad existente tal y como es; insatisfactoria, impermanente e insustancial (no-yo o anatta). En el budismo mahayana y en las prácticas tibetanas tal conocimiento tiende a ser más valioso que en el budismo theravada, aunque hay técnicas para abrir el "ojo divino" o para limpiar la visión.